# Масальское (Ярославская область)
Масальское — село в Угличском районе Ярославской области России. 
В рамках организации местного самоуправления входит в Головинское сельское поселение, в рамках административно-территориального устройства — в Климатинский сельский округ.

## География
Расположено на левом берегу реки Корожечна, в 16 километрах к западу (по прямой) от центра города Углича.

## История
Христорождественская церковь в селе Рождествено на Корожечне построена в 1782 году на средства князя Михаила Михайловича Хованского. Престолов было три: Рождества Христова, Рождества Пресвятой Богородицы и во имя св. и благоверного князя Александра Невского. 
В конце XIX — начале XX века село входило в состав Климатинской волости Мышкинского уезда Ярославской губернии.
С 1929 года село входило в состав Яковлевского сельсовета Угличского района, с 1954 года — в составе Климатинского сельсовета, с 2005 года — в составе Головинского сельского поселения.

## Население
| 1859 | 2002 | 2007 | 2010 |
| ---- | ---- | ---- | ---- |
| 204  | ↘155 | ↘154 | ↘115 |

Согласно результатам переписи 2002 года, в национальной структуре населения русские составляли 99 % от всех жителей.

## Достопримечательности
В селе расположена недействующая Церковь Казанской иконы Божией Матери (1771).